# 32-я отдельная механизированная бригада (Украина)
32-я отдельная механизированная бригада (32 ОМБр) — механизированное соединение Сухопутных войск Вооруженных сил Украины численностью в бригаду. Входит в состав Оперативного командования «Север».
Летом 2023 года вела бои на Сватовском направлении, в районе Купянска. В 2024 году была на Сумщине.

## История
В начале 2023 года была создана 32-я отдельная механизированная бригада. Она стала одной из вновь бригад, формировавшихся для усиления и удержания тех позиций, на которые Вооруженным силам Украины удалось выйти к концу 2022 года. Материальной базой 32-й бригады стал зенитный ракетный полк в городе Белая Церковь в Киевской области. Личный состав формировался преимущественно из мобилизованных новобранцев, но командный состав бригады составляли опытные офицеры.
По данным документов Пентагона, слитых в сеть в апреле 2023 года, 32-я бригада была создана как одна из 9 бригад 10-го армейского корпуса, которые готовились к летнему наступлению 2023 года. По этим данным планировалось, что бригада будет иметь 90 единиц International MaxxPro, 10 чешских T-72EA и 12 советских гаубиц Д-30. Но фото от пресс-службы бригады демонстрировали другой набор вооружения: танки Т-64БВ, бронетранспортеры М-113 и САУ 2С1 «Гвоздика».
После учений и боевого согласования в Германии с июня 2023 года бригада вела бои на Сватовском направлении.
На август 2023 года бригада вела бои в районе Купянска.
На март 2024 года находилась в составе ОК «Север».
На май 2024 года бригада находилась в Сумской области.
6 мая 2024 года бригада получила боевое знамя.

## Вооружение
- танки Т-64БВ[1]
- бронетранспортеры М-113[1]
- САУ 2С1 «Гвоздика»[1]

## Командование
- (2023) полковник Мерзликин Денис Владимирович[6]
- (2024) полковник Ковцур Юрий Витальевич[7]

## Традиции
28 февраля считается днем основания 32 ОМБр.
6 мая 2024 года 32-я отдельная механизированная бригада на День пехоты получила боевое знамя из рук Верховного Главнокомандующего Вооруженными Силами Украины Владимира Зеленского.
В августе 2024 года принимала участие в боях за Торецк.

### Символика
Символом бригады является щит «британского типа», окаймленный золотым кантом, вертикально поделенный пополам на красную (геральдически справа) и черную (геральдически слева) части. Содержит изображение трех скрещенных между собой золотых мечей, так что образуют собой треугольник вершиной вниз. Красный цвет в геральдике обычно символизирует мужество, любовь, великодушие. Черный цвет олицетворяет одновременно силу и стремление к победе, упорство, мудрость, честь. Меч – это символ готовности к защите родины, мести за оскорбление рода. Мечи, изображенные на нарукавном знаке бригады, — меч Арея, скифский окна и меч Святослава Храброго. Эти клинки-символы указывают на давнюю военную традицию Украины.
Лозунг: «Бийся і перемагай».

## Примечание
1. 1 2 3 4  Axe, David. The Ukrainian Army Apparently Downgraded Its New 32nd Brigade, And Deployed It Somewhere Quiet (англ.). Forbes. Дата обращения: 7 августа 2023. Архивировано 28 июля 2023 года.
2. ↑  32 окрема механізована бригада | Facebook (укр.). www.facebook.com. Дата обращения: 12 августа 2023. Архивировано 12 августа 2023 года.
3. ↑  [https://www.facebook.com/AFUStratCom/videos/1083602426197742/ СтратКом ЗСУ / AFU StratCom 
27 березня  ·]. Дата обращения: 17 июня 2024. Архивировано 13 мая 2024 года.
4. ↑  Збройні Сили України / The Armed Forces of Ukraine · 16 травня  ·. Дата обращения: 17 июня 2024. Архивировано 18 мая 2024 года.
5. 1 2  Завжди саме від воїнів-піхотинців найбільше залежить, чия буде земля – Президент у День піхоти привітав захисників, які є основою українського війська. Дата обращения: 17 июня 2024. Архивировано 26 мая 2024 года.
6. ↑  Броня не терпить слабких рук: як відбувається фізичний вишкіл військовослужбовців. Дата обращения: 17 июня 2024. Архивировано 13 мая 2024 года.
7. ↑  32 окрема механізована бригада  · 15 лютий  ·. Дата обращения: 17 июня 2024. Архивировано 13 мая 2024 года.
8. ↑  32 окрема механізована бригада · 28 лютого. Дата обращения: 17 июня 2024. Архивировано 13 мая 2024 года.
9. ↑  Santora, Marc (27 августа 2024). In Eastern Ukraine, Terrifying Bombardment and Near Total Destruction. The New York Times (англ.). 0362-4331. Архивировано 2 сентября 2024. Дата обращения: 28 августа 2024.
10. ↑  32 окрема механізована бригада · 28 березня. Дата обращения: 17 июня 2024. Архивировано 13 мая 2024 года.

[[Категория:Появились в 2023 году на Украине]]
[[Категория:Воинские части и формирования, созданные в 2023 году]]